# Csang Hszüe-liang
Csang Hszüe-liang (egyszerűsített kínai írással:张学良, tradicionális kínai: 張學良, pinjin: Zhang Xueliang; 1901. június 3. – 2001. október 15.), becenevén a „Fiatal Marsall” vagy „Ifjú Marsall” kínai politikus és hadúr volt. Apja, Csang Co-lin (Zhang Zuolin) halála után Mandzsúria urává vált, és szakított apja korábbi japánbarát politikájával, elismerve a Kuomintang (Guomindang) és Csang Kaj-sek fennhatóságát Kína felett.
Mandzsúria japán megszállása után a Kuomintang (Guomindang) tábornokaként tevékenykedett és tevékeny szerepet játszott Csang Kaj-sek fogságba ejtésében. Az eset után mintegy ötven évet töltött házi őrizetben, és végül Hawaiion halt meg 100 éves korában.

## Élete

### Fiatalkora
1901. június 3-án született a mandzsúriai Hajcseng (Haicheng) városában. Apja a kisebb magánhadsereggel rendelkező Csang Co-lin (Zhang Zuolin) rablóvezér, későbbi hadúr volt. Magántanárok oktatták őt, és apjával ellentétben a fiú könnyedén mozgott a nyugati emberek között. A Fengtien (Fengtian)-klikk katonai akadémiáján folytatta tanulmányait, amit 1919-ben fejezett be. Ezredes lett apja hadseregében, és annak testőrségét vezette. 1921-ben Japánba utazott, hogy folytassa katonai tanulmányait, és itt kezdett különös érdeklődést mutatni a repülőgépek iránt. Később itteni tapasztalatai alapján hozta létre a Fengtien (Fengtian)-klikk légierejét, amely nagy szerepet játszott az 1920-as években a nagy fal környéki harcokban. 1922-ben vezérőrnaggyá léptették elő, és később a légierő parancsnokává nevezték ki. 1928. június 4-én, születésnapján apja merénylet áldozata lett.

### Mandzsúria hadura és köztársasági tábornok

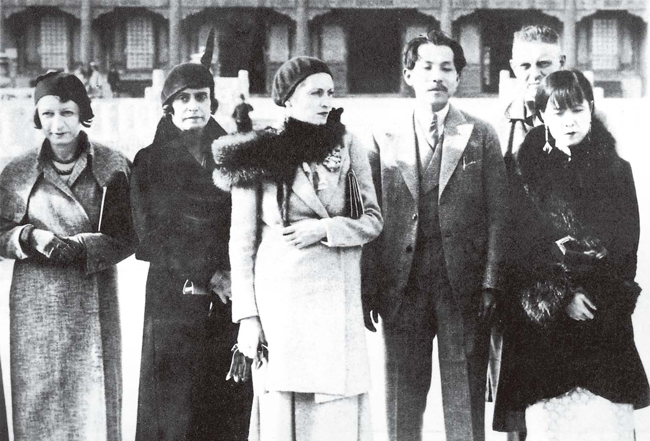
Csang Hszüe-liang (Zhang Xueliang) feleségével és Mussolini lányával

Mivel Csang (Zhang) ópiumfüggő és nőcsábász hírében állt,  a japánok remélték, hogy könnyen irányítható báb lesz. Japán tanácsadója, Doihara Kendzsi igyekezett meggyőzni arról, hogy Mandzsúria számára sokkal előnyösebb a japánokkal való együttműködés, mint a nankingi (nanjingi) kormánnyal. Ezen kívül Doihara megpróbálta arra is rávenni, hogy kiáltsa ki magát Mandzsúria császárává.
Csang (Zhang) azonban nem kívánt együttműködni a japánokkal és 1929-ben inkább a nankingi nacionalista kormány fennhatóságát ismerte el maga felett. Hogy megszabaduljon a vezetésén belüli japán befolyástól, két magas rangú japánbarát hivatalnokot végeztetett ki egy díszvacsorán. Ezen kívül megpróbálta a szovjet befolyást is csökkenteni országában. A szovjet kormányzat már sok éve ígérte a cári időszak óta orosz tulajdonban lévő kínai keleti vasútvonal átadását a kínai kormánynak, ám erre nem került sor. Ezért Csang (Zhang) 1929-ben csapataival megszállta a Mandzsúrián áthaladó vasútvonalat. Az oroszok válasza nem késett, és 125 kilométerre nyomultak be Mandzsúria területére. Sztálin tervei között szerepelt egy kommunista bábállam létrehozása, azonban végül a két fél megegyezett a háború előtti állapotok visszaállításában.
Bár Csang (Zhang) hivatalosan már a központi kormányzat embere volt, és lemondott hadúri tisztségéről, valójában még mindig a terület fő irányítója maradt. Komoly haderő felett rendelkezett, és részben neki köszönhető az, hogy Csang Kaj-sek 1930-ban képes volt legyőzni az ellene szervezkedő északi hadurakat. 1931 őszén a mukdeni incidens után a Japán Császári Hadsereg benyomult Mandzsúriába és elkezdte annak megszállását. Csang (Zhang), Csang Kaj-sekkel egyetértésben nem folytatott harcot a terület védelme érdekében, és inkább visszavonta csapatait. Később azt nyilatkozta, azért tett így, mert értelmetlennek látta a harcot a sokkal erősebb japán hadsereg ellen.
Mintegy 200 000 katonájával vonult vissza Északkelet-Kínába, és Hszian (Xi'an) városában rendezte be főhadiszállását. Ezután a Kuomintangon belül kapott fontos pozíciókat Csang Kaj-sektől. Kapcsolatuk igen bensőséges volt, és Csang (Zhang) gyakran emlegette, hogy a férfi édesapjára emlékezteti őt. Ennek ellenére tervet szőtt a félreállítására és a hatalom átvételére az országban. Amikor 1933-ban Európában járt, megpróbált a szovjetekkel is egyeztetni terveivel kapcsolatban. Ők azonban nem fogadták őt, részben a korábbi mandzsúriai eset, részben politikai nézetei miatt. Csang (Zhang) ugyanis szimpatizált a fasizmus eszméjével és a Mussolini-család barátjának számított.
Szerepe csupán akkor értékelődött fel, mikor Mao Ce-tung (Mao Zedong) egységei a hosszú menetelést befejezve az ő csapataival szomszédos területeken alakítottak ki bázisterületet. A szovjetek ezután igyekezték kegyeit keresni, és több titkos tárgyalásra is elhívták Sanghaj (Shanghai)ba és Nanking (Nanjing)ba. Itt felajánlotta az oroszoknak, hogy szövetséget köt a kommunistákkal és hadat üzen Japánnak ha cserében átveheti a Generalisszimusz helyét a Kínai Köztársaság élén. Az oroszok javaslatára Mao második feleségétől származó gyermekeivel együtt küldte el saját emberét a Szovjetunióba. A követ és a gyerekek 1936. június 26-án indultak útnak Párizs felé.
1936 júniusában lázadás tört ki Kuanghszi (Guangxi) és Kuangtung (Guangdong) tartományokban a nacionalista kormányzat ellen. Ezek azonban igen hamar elbuktak, leginkább a támogatás hiánya miatt. Ez meggyőzte Sztálint arról, hogy csakis Csang Kaj-sek képes egyben tartani Kínát egy Japán elleni háborúhoz, így végleg letett Csang Hszüe-liang (Zhang Xueliang) tervének támogatásáról. Ám ezt sem az orosz nagykövet, sem a Kínai Kommunista Párt nem közölte vele. Éppen ellenkezőleg, még jobban buzdítottak a fegyveres fellépésére a központi kormány ellen.

### Hsziani(Xi'ani)incidens

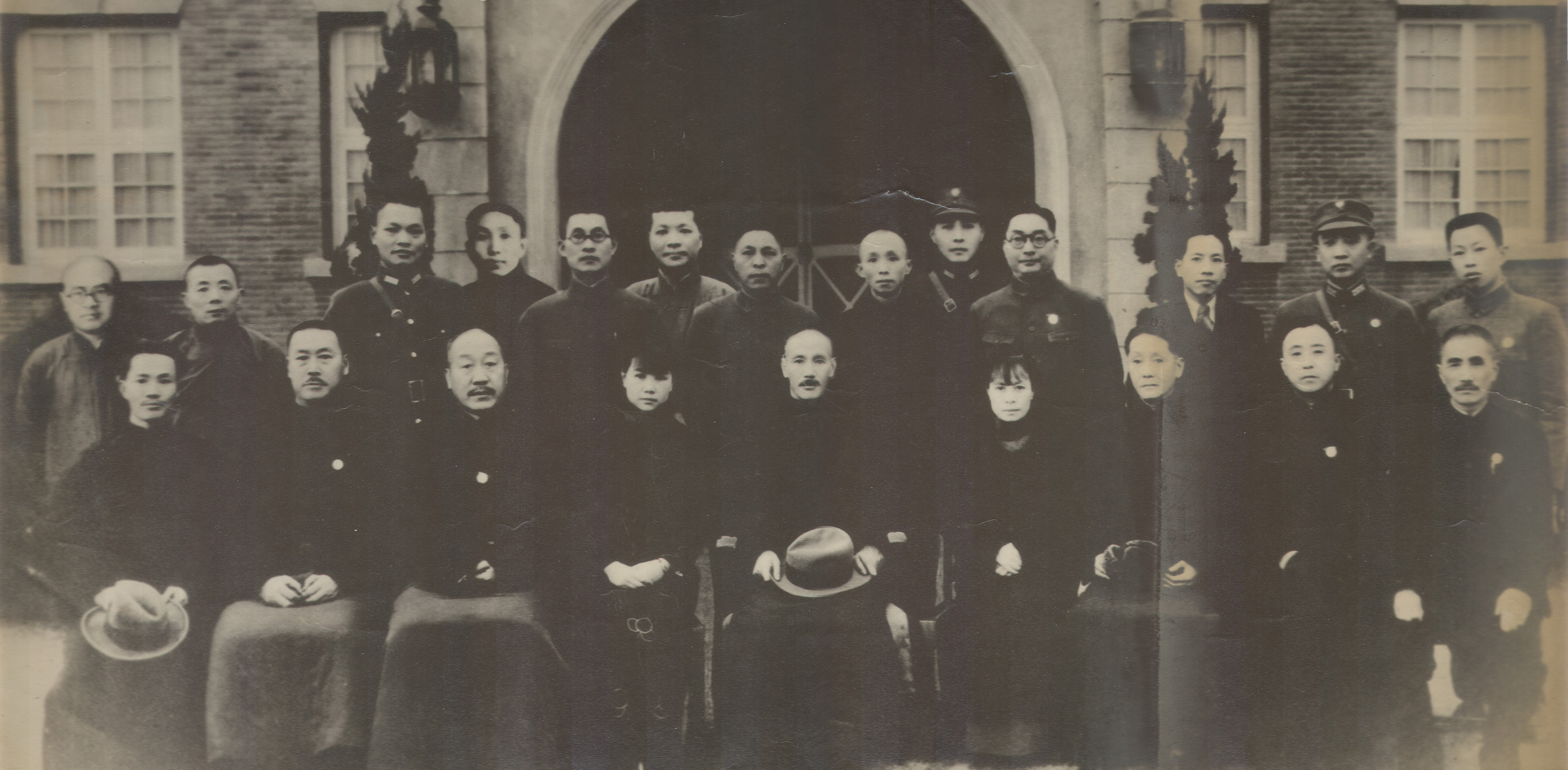
Csang Kaj-sek és a Kuomintang felső vezetése a hsziani (xi'ani) incidens után

A kínai kommunisták lassanként ismét erőre kaptak a hosszú menetelés után és csapataik Mongólia felé nyomultak, hogy ott a szovjet fegyverszállítmányokat átvegyék. A támadás hírére Csang Kaj-sek október 22-én Hszian (Xi'an)ba repült, hogy ellenőrizze a nacionalista hadsereg harcát a vörösök ellen. Csang Hszüe-liang (Zhang Xueliang) szorult helyzetbe került, és nem tehetett többet, mint hogy tájékoztatta a kommunistákat a Generalisszimusz terveiről, és téli ruhát adott a kimerült vörös csapatoknak. A Generalisszimusz beavatkozására Csang (Zhang) egységei szembefordultak a kommunista erőkkel és egy héten belül megállították előrenyomulásukat, ezzel kilátástalan helyzetbe sodorva őket.
Csang Hszüe-liang (Zhang Xueliang) úgy remélte, hogy ha sikerül fogságba ejtenie a Generalisszimuszt, és ezzel megmenti a Kínai Vörös Hadsereget a pusztulástól, akkor végre megkapja Moszkvától a teljes támogatást. Csang (Zhang) az emberrablást Mao Ce-tung (Mao Zedong) összekötőjével, Je Csien-jing (Ye Jianying)gel beszélte meg, aki október 29-én értesítette Maót a fejleményekről, majd november 5-én a kész tervet is eljuttatta neki. Az elhatározásban az is szerepet játszott, hogy a korábbi sorozatos vereségei miatt biztos volt benne, hogy Csang Kaj-sek le akarja fokozni.
Csang Kaj-sek december 4-én érkezett Hszian (Xi'an) városába, ám semmilyen különleges biztonsági óvintézkedést nem hozott. A város szélén, egy hévizű forrás mellett lévő házban szállásolták el. Testőrsége csupán közvetlen környezetét védte, ám a rezidencia környékét már a hadúr csapatai felügyelték. 
Csang Hszüe-liang (Zhang Xueliang) ezért az akció előtt terepszemlét tarthatott, sőt katonái a Generalisszimusz hálószobájába is bejutottak. A később hsziani (xiani) incidens néven elhíresült akció december 12-ére virradó reggel történt meg. Mintegy négyszáz katona rohanta meg a Generalisszimusz szállását, őreit lefegyverezték vagy agyonlőtték. Csang Kaj-sek megpróbált menekülni, hálóingje köré lepedőt csavart és a közeli hegyre menekült, ahol egy barlangban húzta meg magát. Végül azonban belátva tarthatatlan helyzetét, megadta magát a hadúr csapatainak. Az emberrablás hírére a külföldi sajtó Csang Kaj-sek pártjára állt. Az egyébként is Csang-párti Life például a „hét gazemberének” nevezte a Fiatal Marsallt, míg az amerikai nagykövet úgy nyilatkozott róla, hogy ő „egy első osztályú chicagói gengszter”. Ezeken kívül azonban a Pravda és más szovjet újságok is elítélték a tábornok tettét, japánbarát akciónak bélyegezve azt. Csang Hszüe-liang (Zhang Xueliang) ekkor ébredt rá, hogy Mao Ce-tung (Mao Zedong) megtévesztette Sztálin szándékait illetően.
Mao Ce-tung (Mao Zedong) bizalmi emberét, Csou En-laj (Zhou Enlai)t küldte a Fiatal Marsallhoz, ám a nagy távolság miatt az kérte tőle, hogy magángépével szállítsa oda a diplomatát. Csang (Zhang) ezt dühösen megtagadta, és napokig nem volt hajlandó Csuót (Zhout) még Jenan (Yan'an)ba sem beengedni. Végül azonban mégis elküldte amerikai pilótáját a férfiért, Hszian (Xi'an)ba juttatva őt. Csuo (Zhou) szintén a Generalisszimusz meggyilkolására szólította fel őt, az Ifjú Marsall azonban azt mondta, hogy ezt csak akkor teszi meg, ha a polgárháború elkerülhetetlenné válik, és a központi kormány csapatai megtámadják a várost. December 16-án ez meg is történt, amikor a nacionalista csapatok támadást indítottak ellene és tüzérségük lőni kezdte a városon kívüli csapatokat. Csang (Zhang) azonban mégsem gyilkoltatta meg a foglyát.

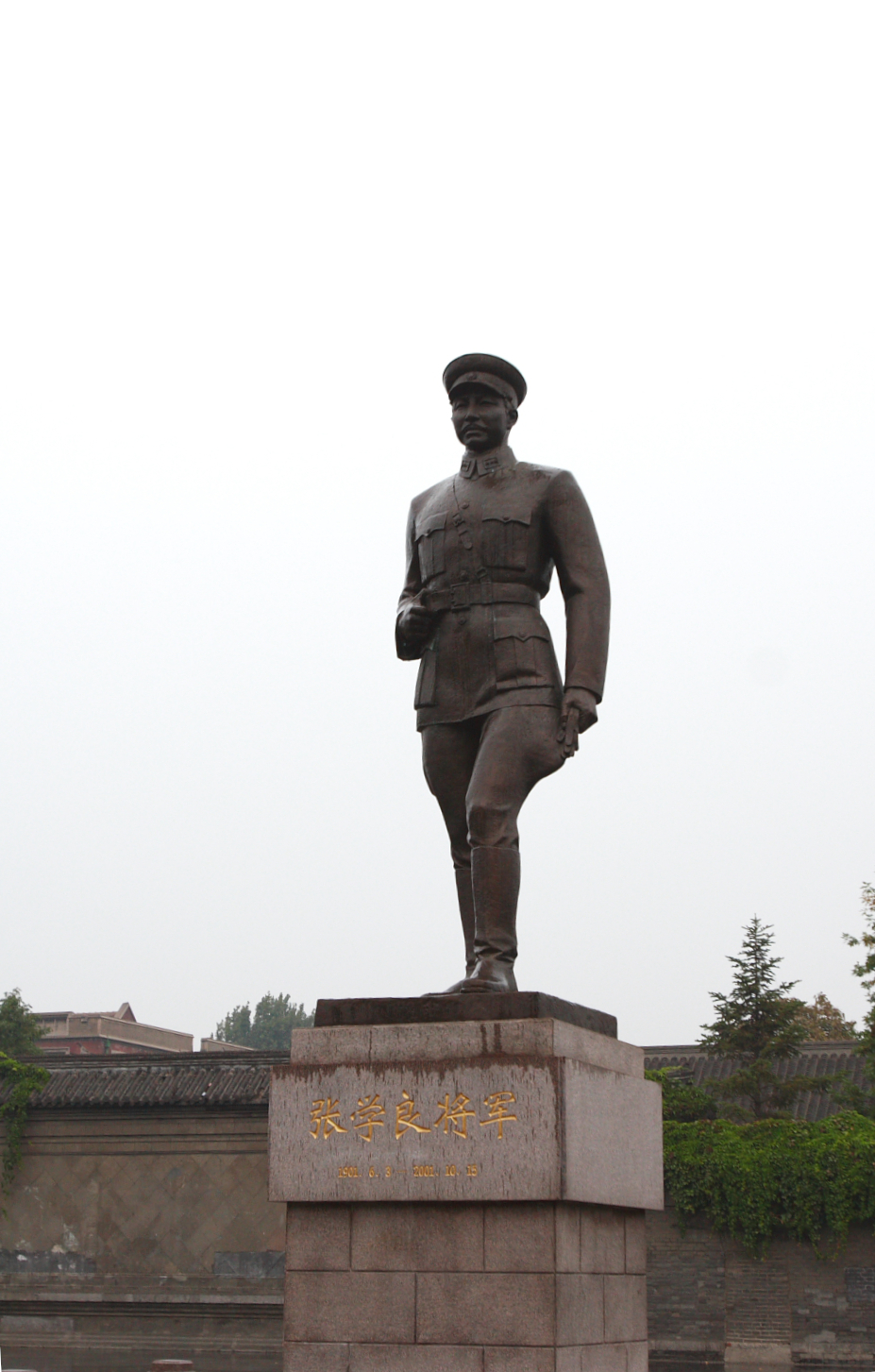
Csang Hszüe-liang szobra Senjang (Shenyang) városában

Miután Csang (Zhang) rájött, hogy a kommunistákra nem számíthat, úgy döntött, a foglyával próbál meg megegyezésre jutni. Elmondta neki, hogy az emberrablás ostoba tett volt, és igyekezett a kegyelmét megszerezni. Sikerrel járt, Csang Kaj-sek megbocsátott neki, és december 16-án, a Nemzeti Forradalmi Hadsereg támadása idején egy üzenetet juttatott ki, amelyben azonnal leállította az akciót. Ezután a központi kormány a Generalisszimusz sógorát, T. V. Szungot küldte oda, hogy tárgyaljon az érintett felekkel. Szabadulása előtt a Generalisszimusznak azonban még tárgyalnia kellett Csou En-laj (Zhou Enlai)jal. A két férfi tárgyalásán csak Csang Hszüe-liang (Zhang Xueliang) vett részt kívülállóként.

### Későbbi élete
Csang Kaj-sek szabadon engedésekor az Ifjú Marsall rádöbbent, hogy csak az szavatolja az életét, ha a Generallisszimusz védelmére bízza magát. A hsziani (xi'ani) incidens után rengeteg ellensége lett az országban, akik holtan akarták látni. Ezért az incidens után nem sokkal Csang Kaj-sek letartóztatta és házi őrizetbe vetette, ahol emberei napi huszonnégy órában vigyáztak rá. A kínai polgárháború veresége után a nacionalistákkal együtt Tajvanra menekült, ahol a következő évtizedeket házi őrizetben töltötte Tajpej (Taipei) északi külvárosában. Ezalatt a Ming-dinasztia költészetét, a történelmet és a Bibliát tanulmányozta. Ahogy ő maga is nyilatkozta, bűnösnek érezte magát az 1936 decemberében történekben, és úgy érezte, bűnhődnie kell ezért.
Csangot végül Li Teng-huj elnök engedte szabadon, és 1993-ban Hawaii szigetére, Honoluluba költözött. Sokan próbálták rávenni arra, hogy ismét meglátogassa a kontinentális Kínát, ő azonban ezt elutasította arra hivatkozva, hogy ő politikailag semleges a nacionalisták és a kommunisták kérdésében. 2001-ben halt meg, tüdőgyulladásban Hawaiion. Testét itt helyezték végső nyugalomra. Mind a Kínai Népköztársaság, mind a Kínai Köztársaság kormánya részvétét nyilvánította halála kapcsán. Csangot a mai napig nemzeti hősként tisztelik a kommunista Kínában.